# Hartling Bay
Hartling Bay (21 sierpnia 1974–19 sierpnia 1976 Hirtles Bay) – zatoka (ang. bay) w kanadyjskiej prowincji Nowa Szkocja, w hrabstwie Lunenburg, na południe od zatoki Mahone Bay i na południowy wschód od miasta Lunenburg; nazwa Hartling Bay urzędowo zatwierdzona 2 lipca 1953.